# سومرویل (نیوجرسی)
سومرویل (به انگلیسی: Somerville) شهری در ایالت نیوجرسی کشور ایالات متحده آمریکا است که جمعیت آن در سرشماری سال ۲۰۱۰ میلادی، ۱۲٬۰۹۸ نفر بوده‌است.